# نهر ديصان
نهر ديصان أو نهر «سكيرتوس» (Scirtus) (بالإغريقية: Σκίρτος)‏،  كان نهراً يتدفق قديماً من 25 مصدراً للمياه، ويمر عبر مدينة «الرها» السريانية التي كان اسمها الآرامي أورهاي (بالآرامية: ܐܘܪܗܝ)‏ ومنها أُخذت التسمية العربية القديمة: الرها، وكانت تُسمى قديما مدينة «إيديسا» واسمها الحالي مدينة أورفة وتقع بتركيا. كان نهر ديصان أحد روافد نهر الخابور الذي يصب في الفرات، وكان له نحو عشرين ساقية أو جدولاً تتجمّع وتصبّ في النهر الذي يدعوه الأتراك الآن «قره قويون»، وكان يمرّ في المدينة من شمالها الغربي إلى جنوبها الشرقي.

## الاسم
عُرف نهر ديصان تاريخياً باسم «سكيرتوس» (Scirtus) (بالإغريقية: Σκίρτος)‏،  ووصفه العالِم القديم والمؤرخ الأول للقرن السادس للميلاد بروكوبيوس القيسراني بأنه أحد أنهار بلاد ما بين النهرين (بلاد الرافدين)، وبأنه رافد غربي لنهر «شابورا» واسمه الحديث: نهر الخابور الذي يصب في الفرات.
الاسم الإغريقي القديم للنهر مأخوذ من كلمة «سكيرتاو» الإغريقية (بالإغريقية: σκιρτάω)‏ التي يدل معناها على: القفز أو التخطِّي، وقد اشتُق ذلك الاسم بسبب مسار النهر السريع وفيضانته المتكررة. أما الاسم الحالي: نهر ديصان فمعناه بالآرامية «الرقص».

## فيضانات النهر
لقد كان نهر ديصان الهادئ الصغير في الصيف، يتحوّل إلى نهر صاخب عارم الأمواج في الشتاء فيهدّد سلامة المدينة، وقد طغى عليها مرّات عديدة وأحدث فيها أضراراً بالغة. ولذا، اضطرّ «يوستنيانس» (565 – 578م) إلى تغيير مجرى النهر لكي يمرّ بجانب المدينة في سفح الجبل الواقع في غربيها.
كانت سنة 201م هي سنة الفيضان الكبير الشهير الذي دمّر فيه نهر ديصان مبانٍ كثيرةٍ في عهد «أبجر التاسع» ملكها، وتصدّع من جرائه كثير من المباني في المدينة ومن جملتها كنيسة المسيحيين الوحيدة التي أصابها الفيضان مرّتين في السنتين 201م و303م. ثم دمّرها فيضان سنة 525 مرّة أخرى، فأعاد «يوستنيانس الثاني» بناءها.
غمر نهر ديصان مدينة «إيديسا» مرات عديدة، منها في أعوام 204م و305م و415م. تسرّب التأثير الفرثي إلى العادات الرهاوية منذ الأزمنة الأولى فنسي الرهاويون أصلهم الآرامي أو النبطي، وكانوا كثيراً ما يطلقون على مدينتهم اسـم «مدينة الفرثيين» أو «ابنة الفرثيين»، وكلها أسماء لنفس المدينة.

## مسار النهر
كان نهر ديصان يلتقي نهر «كولاب» الذي يمرّ بـ«حرّان» فيصبّان كلاهما في نهر «البليخ» أحد روافد الفرات. وفي وسط الرها بركتان مشهورتان، إحداهما تسمّى «بركة إبراهيم» أو «عين الخليل» والأخرى «عين زليخة»، وتخرج منها ساقيتان متوازيتان تؤدّيان إلى نهر ديصان.

## منتسبين إلى اسم النهر
- اسم الكاتب السرياني برديصان مأخوذ من اسم نهر ديصان، إذ أن برديصان وُلد في مدينة الرها لعائلة سريانية وكانت أمه حبلى به عندما هاجرت إلى الرها وولدته على ضفاف نهر ديصان المار بالرها لدى وصولهما إليها، فسمياه «برديصان» ومعناه «ابن ديصان». كان برديصان عالماَ وفيلسوفاَ وشاعراَ وفلكياَ سريانياَ غنوصياَ.[4]
- رجل اسمه «ديصان» وُلد على «نهر ديصان»، وأسس فرقة مهرطقة من فرق المثنوية اسمها: الديصانية.